# Conseil régional du Trentin-Haut-Adige
XVIIe législature
en attente d'ouverture
Palais régional
Le conseil régional du Trentin-Haut-Adige (en italien : Consiglio regionale del Trentino-Alto Adige ; en allemand : Regionalrat Trentino-Südtirol ; en ladin : Consei dla Region Trentin-Südtirol) est l'organe législatif de la région autonome à statut spécial italienne du Trentin-Haut-Adige. Il est l'une des deux institutions dirigeantes avec le gouvernement régional qui exerce pouvoir exécutif. Le conseil régional est composé de 70 conseillers, constitué par la réunion des élus des conseils provinciaux des deux provinces de Trente et de Bolzano.
Dans les faits, l'essentiel des compétences habituellement dévolues aux régions selon la Constitution italienne sont dans le cas du Trentin-Haut-Adige attribuées aux conseils provinciaux des deux provinces de la région. Le conseil régional ne dispose que de pouvoirs limités où l'essentiel de sa mission réside en la coordination des politiques provinciales.

## Composition
Le conseil régional est composé des 35 députés provinciaux de la province de Trente, et des 35 députés provinciaux de la province de Bolzano.
À la suite des élections provinciales de 2023, le Conseil régional est dominé par le Parti populaire sud-tyrolien (13 sièges), qui devance le Parti démocrate] (9 élus).

## Histoire
En 1948, la nouvelle République italienne reconnaît à quatre territoires le statut de région autonome à statut spécial, pour des raisons culturelles et linguistiques. Le Trentin-Haut-Adige, peuplé par une importante minorité germanophone, bénéficie de cet octroi. Cependant, les tensions vives entre germanophones du nord de la région (Tyrol du Sud) et italophones conduisent les premiers à revendiquer une plus forte autonomie vis-à-vis des seconds.
Promise par l'accord signé en 1946 avec les autorités autrichiennes, qui se disent garantes de l'intégrité de la minorité germanophone, l'autonomie du Tyrol du Sud n'est concrétisée qu'en 1972, au terme d'une période marquée par les actes terroristes, avec la signature d'un nouveau statut d'autonomie, qui délègue les compétences régionales aux deux provinces de Trente et de Bolzano.
Entre 1948 et 2001, l'article 48 du statut spécial dispose que chaque conseil provincial se compose des conseillers régionaux élus dans la province. Le système s'inverse donc à partir de la révision statutaire de 2001, applicable en 2003.

## Compétences

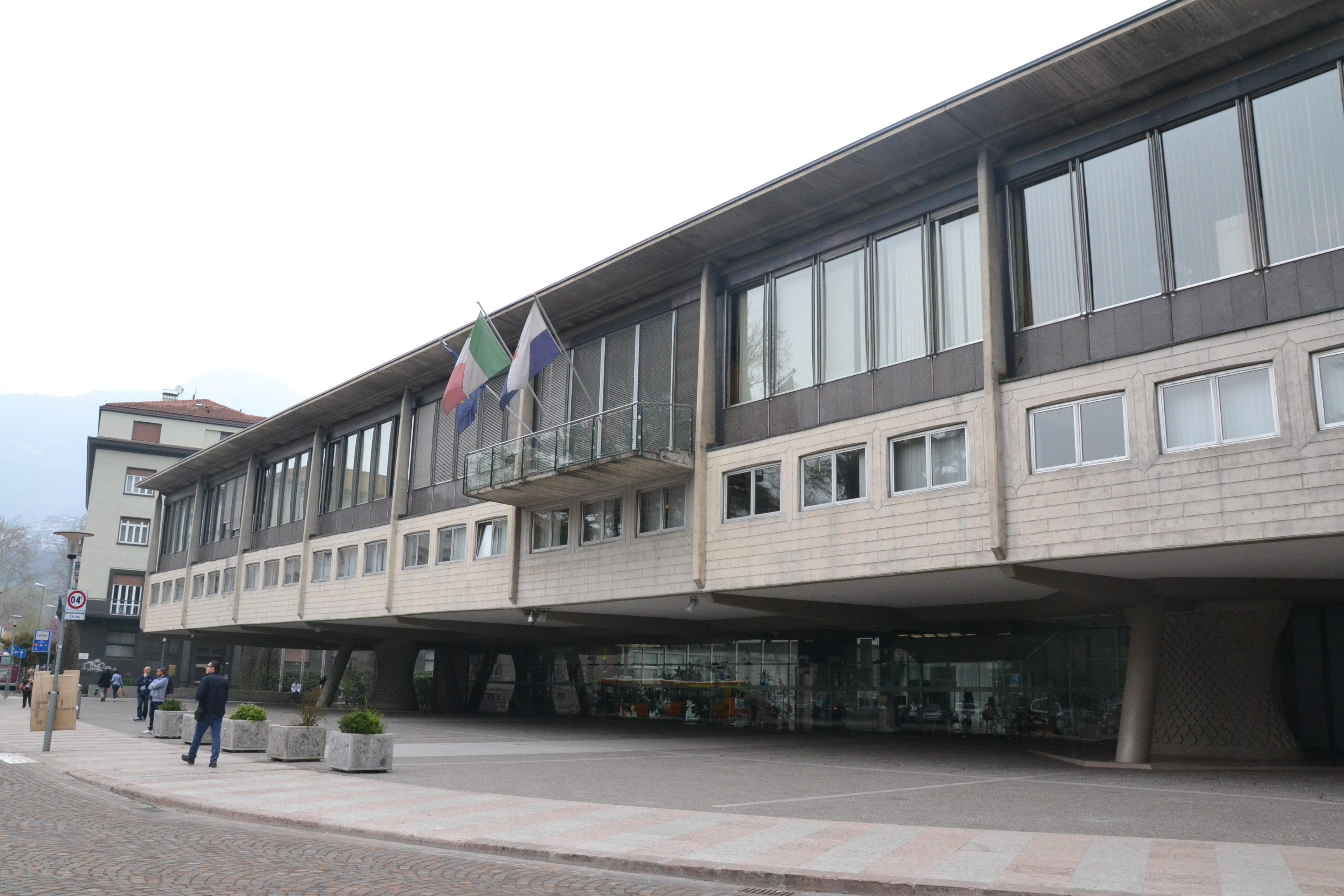
Le palais régional à Trente.

L'essentiel des pouvoirs locaux étant dévolu aux provinces, le Conseil régional ne dispose que de peu de compétences tel que la modification des limites communales, du cadastre, la lutte contre les incendies ou l'organisation des établissements hospitaliers et des chambres de commerce.

## Présidence
Conformément au statut d'autonomie de la région, les élus de langue allemande et italiennes doivent se succéder à la présidence.